# Fanendo Adi
Fanendo Adi (Lagos, 10 ottobre 1990) è un ex calciatore nigeriano, di ruolo attaccante.

## Carriera

### Club

#### Europa
Dopo essere cresciuto calcisticamente in patria, viene prelevato dagli slovacchi del Trenčín. Dopo aver militato per vari club ucraini, tra i quali il Metalurg Donetsk, la Dinamo Kiev e il Tavirija, nel 2014 si trasferisce al Copenhagen, debuttando in Superligaen il 25 agosto contro il Vestsjælland.

#### Major League Soccer
Il 13 maggio 2014 viene ceduto in prestito con l'opzione di riscatto ai Portland Timbers. Debutta in Major League Soccer contro il Columbus Crew una settimana dopo il suo arrivo negli Stati Uniti. Il 28 maggio segna la sua prima rete con la maglia dei Timbers nel match contro i Chivas USA. Il 7 giugno guadagna la sua prima presenza da titolare nella partita contro il Real Salt Lake, segnando anche due gol. Il 23 giugno i Timbers acquistano a titolo definitivo Adi dal Copenhagen.

## Palmarès

### Club

#### Competizioni nazionali
- Supercoppa d'Ucraina: 1

Dinamo Kiev: 2011
- Campionato MLS: 2

Portland Timbers: 2015
Columbus Crew: 2020